# Gondar (Etiópia)

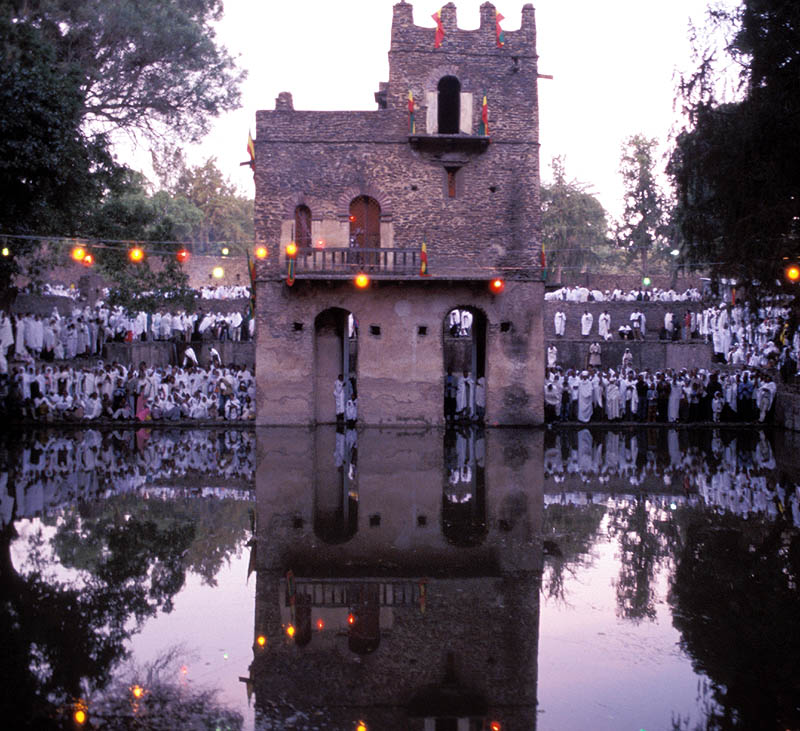
Banhos de Fasíladas em Gondar: celebração do Timket - a Epifania da Igreja Ortodoxa Tewahido da Etiópia

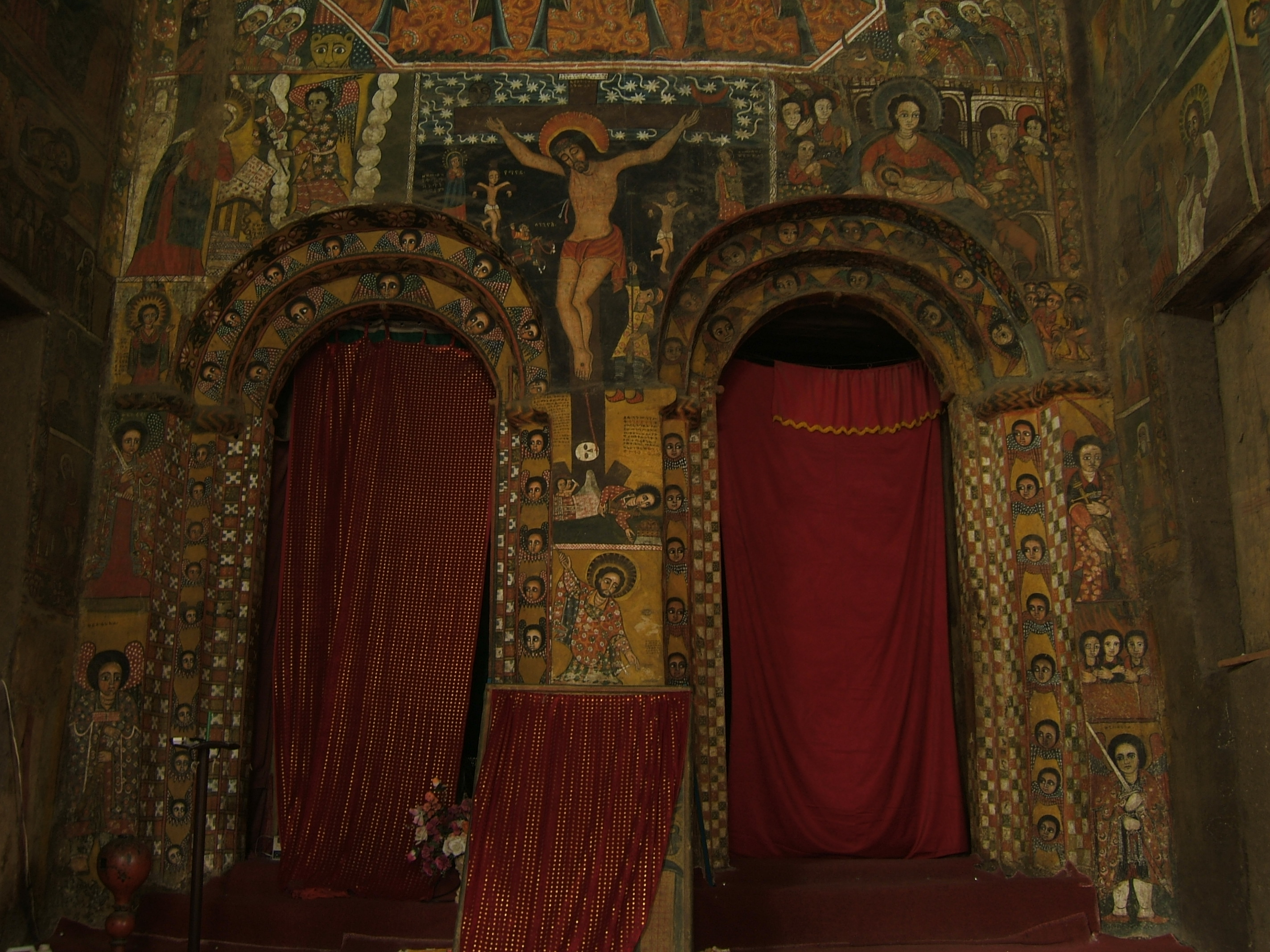
Interior da Igreja Debre Berhan Selassie, em Gondar

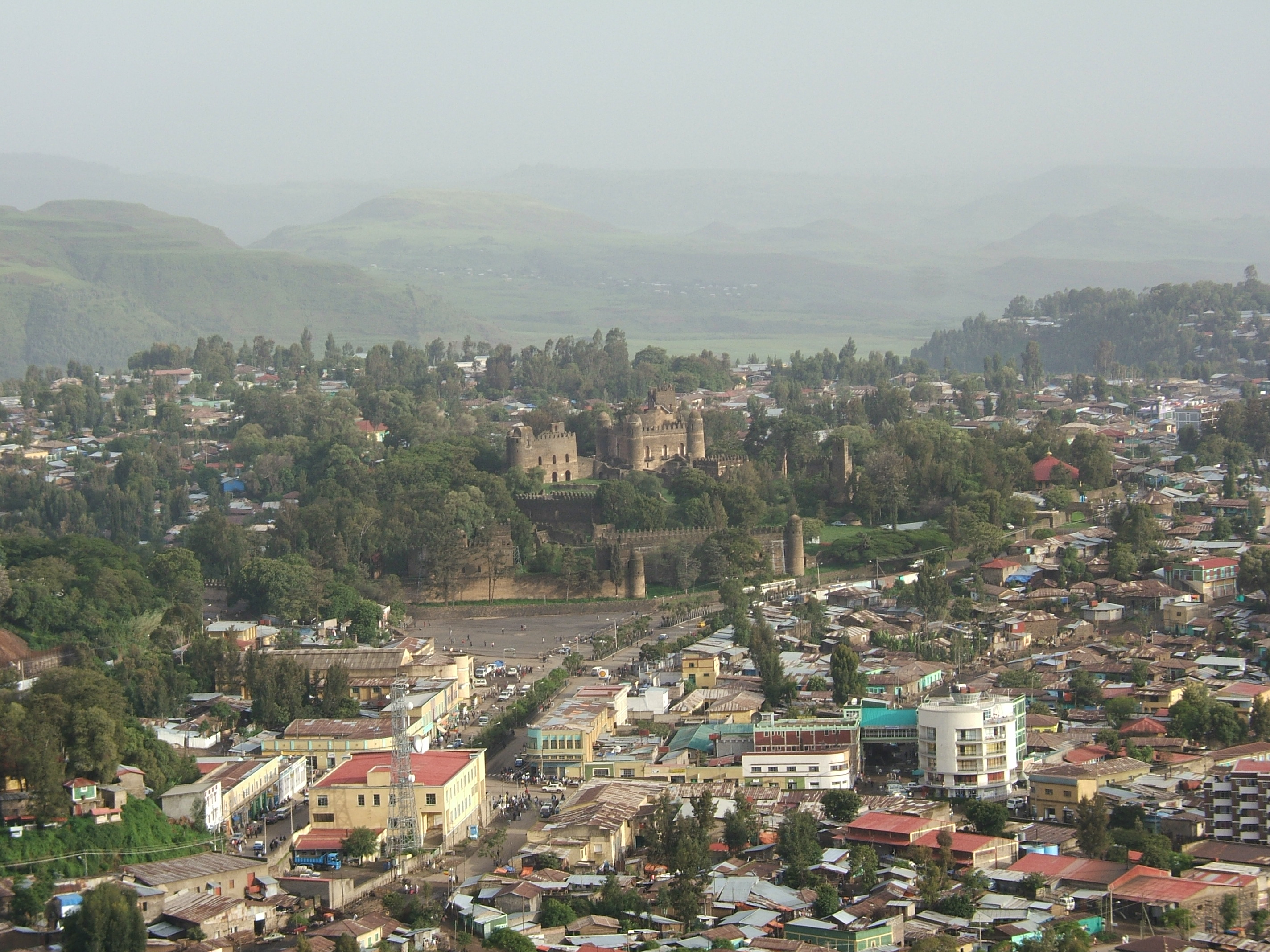
Gondar vista do hotel Goha

Gondar foi a última capital do Império Etíope localizada na província de Beghemidir (Etiópia). Estabelecida pelo imperador Sertse Dingil em 1580 (ou por Fasíladas no século XVII), a cidade de Gondar hoje é uma importante atração turistica com muitas ruínas e castelos remanescentes do império. Gondar é também um notável centro de ensino eclesiástico na Igreja Ortodoxa Etíope.

## Cidade-irmã
Gondar possui uma cidade-irmã:
- Corvallis, Estados Unidos

| Imagem: Fasil Ghebbi na região de Gondar | A região de Gondar (Etiópia) inclui o sítio "Fasil Ghebbi na região de Gondar", Património Mundial da UNESCO. |  |